# Al Gafa
Alexander „Al“ Gafa (* 9. April 1941 in New York City) ist ein US-amerikanischer Jazz-Gitarrist.
Al Gafa arbeitete 1964 bis 1969 als Studiomusiker in New York City, wobei er nebenbei auch mit Kai Winding (unter dem Pseudonym „Buzzy Bavarian“) und Sam Donahue spielte. 1969 bis 1970 war er im Begleitorchester von Sammy Davis junior und 1970/71 musikalischer Leiter der Begleitband von Carmen McRae.
Er spielte auch mit Dizzy Gillespie (1971) und nahm mit ihm auf. Unter eigenem Namen spielte er ein Album für Pablo Records (Leblon Beach, 1976) ein; außerdem mit Susannah McCorkle, Carmen McRae, Paul Simon und Duke Pearson. Tom Lord verzeichnet 34 Aufnahme-Sessions von 1934 bis 2011 (akustische und elektrische Gitarre, Banjo).

## Lexikalischer Eintrag
- Carlo Bohländer, Karl Heinz Holler, Christian Pfarr: Reclams Jazzführer. 3., neubearbeitete und erweiterte Auflage. Reclam, Stuttgart 1989, ISBN 3-15-010355-X.